# Statuia Libertății din New York

Statuia Libertății

Statuia Libertății din New York este un monument în portul „Liberty Island” din orașul New York. A fost plasat în anul 1886 la intrarea portului de pe insulă cu scopul de a transmite călătorilor sosiți salutul de bun venit pe pământul american. Statuia este un cadou al Franței făcut Statelor Unite ale Americii cu ocazia aniversării a 110 de ani de la câștigarea independenței Statelor Unite și inaugurată de președintele Grover Cleveland la 28 octombrie 1886.

## Descriere
Statuia Libertății este situată în portul orașului New York pe mica insulă Liberty Island, la sud-est de Manhattan, la gura de vărsare a fluviului Hudson în oceanul Atlantic. Ea are un înveliș de cupru care acoperă un schelet de fier. Monumentul are o masă de 225 tone, culoarea statuii prin oxidarea cuprului a devenit verde. Soclul are o formă de stea fiind construit din piatră. În interiorul său se află un muzeu. Statuia reprezintă zeița libertății care stă cu un picior pe lanțul rupt al sclaviei. Zeița ține în mâna stângă o tablă cu inscripția cu cifre romane "JULY IV MDCCLXXVI", adică 4 iulie 1776, data când a fost ratificată Declarația de independență a Statelor Unite ale Americii. În mâna dreaptă zeița are o făclie cu flacăra aurită. Pe capul zeiței se află o coroană împodobită cu șapte fascicole de lumină și 25 de ferestre.
Are o înălțime fără soclu de 46,5 m (92, 99 m cu tot cu soclu) și reprezintă o femeie acoperită de un drapel care ține în mâna dreaptă o flacără iar în mâna stângă o placă pe care este inscripționată ziua independenței Americii: 4 iulie 1776. Cu soclu, culminează la 93 m. În interiorul ei se află o scară cu 354 de trepte pe care se poate urca, însă, după atentatele de la 11 septembrie 2001, vizitarea ei la interior este interzisă.

## Istorie
Statuia este un simbol de bun venit pentru toată lumea: americanii care se întorc în țară, vizitatori și imigranți. Sculptorul care a făurit statuia este Frederic Auguste Bartholdi. Gustave Eiffel (cel care a realizat Turnul Eiffel) a creat armătura Statuii Libertății. Statuia din cupru, reprezentând Zeița Libertății, a reprezentat un cadou pentru Statele Unite din partea Franței, ca simbol al prieteniei dintre cele două națiuni. Piedestalul statuii a fost construit de Statele Unite. Oficial, statuia a fost dată Statelor Unite ale Americii la 4 iulie 1884, transportată de fregata Isere și montată definitiv în locul unde se găsește și astăzi. În 17 iunie 1885, Statuia Libertății ajunge în portul orașului New York.

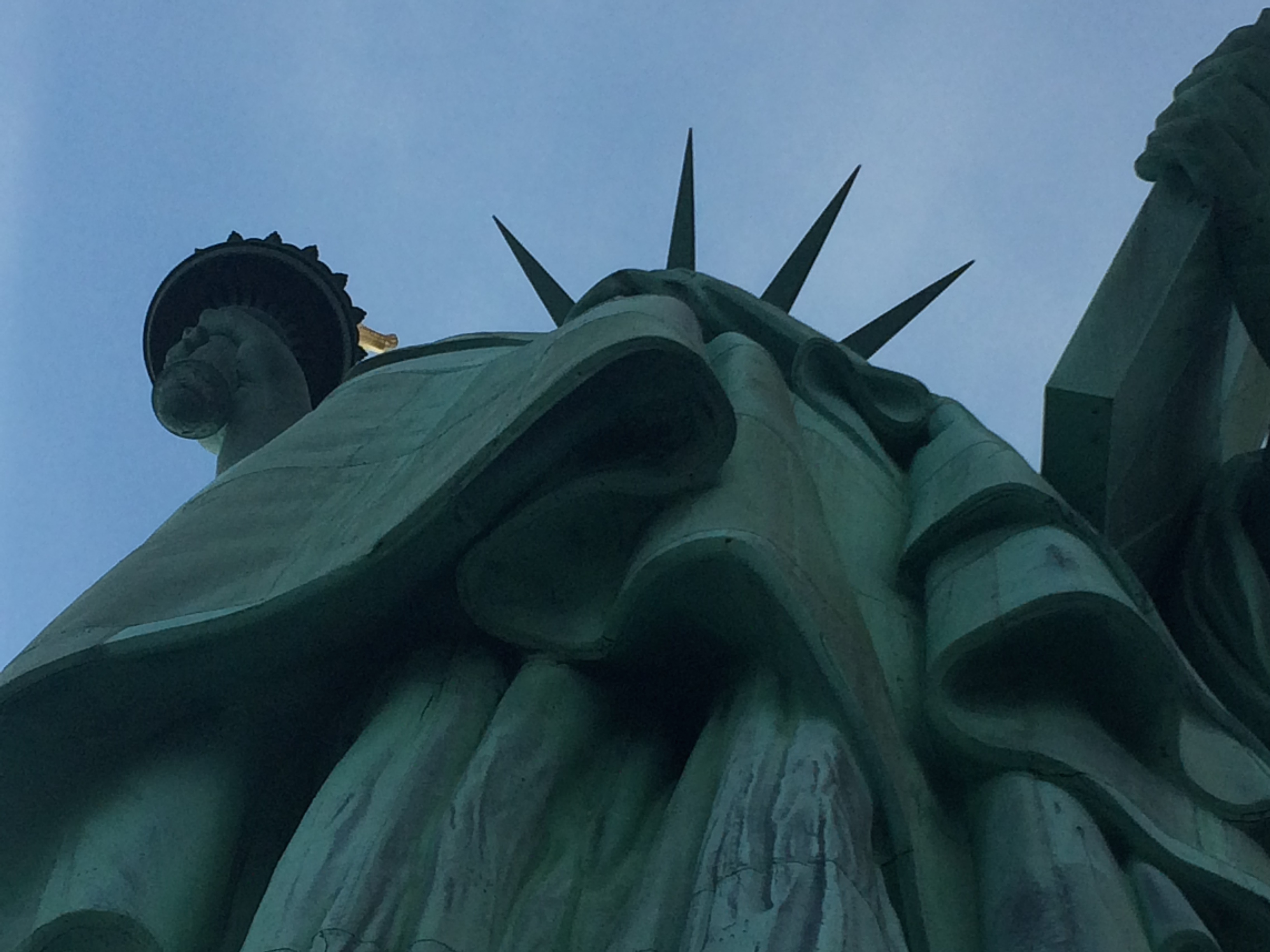
La Liberté éclairant le monde, Grădina Luxemburg, Paris

Statuia Libertății de la intrarea în portul New-York, al cărei nume original complet este "Libertatea Luminând Lumea" (în franceză la Liberté éclairant le monde), a fost opera sculptorului Frédéric Auguste Bartholdi (1824—1904). Primul model, la scară mică, turnat în bronz, a fost realizat în 1870 cu ocazia expoziției universale de la Paris din 1900. Din anul 1906, ea se găsește în grădina Luxembourg, din Paris. Proiectul inițial era destinat unui far monumental, plănuit a fi amplasat la intrarea în Canalul Suez, având ca motiv de inspirație Colosul din Rodos.

## Materiale
Învelișul de cupru al statuii a fost proiectat de Frédéric Auguste Bartholdi din Alsacia, iar scheletul metalic de inginerul Gustave Eiffel, faimosul arhitect, inginer structural și constructor al Turnului Eiffel.
Este de menționat că pentru construirea acestui gigant au fost folosite 300 de foi de aramă ciocănită de 2,5 mm, cântărind 80 de tone, iar armătura interioară care cântărește 100 de tone, a fost făcută de celebrul inginer Gustave Eiffel. Statuia, după ce a fost construită la Paris în anul 1884, a fost dăruită Statelor Unite ale Americii în anul 1886.
Piatra din care este construit soclul provine dintr-un mic sat din Franța, probabil din Ruoms sau din Pouillenay. A fost aleasă pentru faptul că este puțin corozivă la acțiunea apei sărate.

## Simbolistică
Situată la intrarea în portul din New York, este primul simbol american pentru emigranții care sosesc cu vaporul și trec mai întâi prin Ellis Island. Simbolizează libertatea care luminează toată lumea; a devenit rapid emblema Statelor Unite și unul dintre simbolurile cele mai cunoscute ale libertății și democrației. Pe capul zeiței, coroana este împodobită cu șapte fascicole de lumină simbolizând cele șapte mări și continente, și are 25 de ferestre care simbolizează cele 25 de nestemate ale lumii.
Scuptorul Frédéric Auguste Bartholdi, cel care a proiectat monumentul, nu a vrut să dezvăluie sursa de inspirație pentru chipul statuii.
Unii spun că ar fi vorba despre Isabelle Eugenie Boyer, văduva lui Isaac Merritt Singer, o femeie frumoasă și vestită în Paris.
Alții spun că la mijloc este mama sculptorului, Charlotte Bartholdi (de care a fost foarte apropiat).
Dar exista și autori care susțin că sursa a fost Jean Emilie, amanta artistului.
Statuia este un cadou pentru Statele Unite din partea Franței, ca simbol al prieteniei dintre cele două națiuni, dar este considerată ca un simbol personificând Statele Unite, asemenea Unchiului Sam. Într-o accepțiune mai generală, Statuia Libertății este un simbol al libertății în general și este simbolul preferat al luptătorilor pentru libertate. Și britanicii au o statuie similară, Britannia, care a existat înaintea Statuii Libertății. Britannia întruchipează valorile democratice britanice și a fost cunoscută mai ales atunci când ascensiunea Imperiului Britanic era la apogeu. Coroana cu 7 vârfuri purtată de personajul feminin reprezintă cele 7 continente (Africa, America de Nord, America de Sud, Asia, Europa, Oceania și Antarctica).

## Muzeul Statuii Libertății
În apropiere de statuie, în mai 2019 a fost inaugurat „Statue of Liberty Museum” (Muzeul Statuii Libertății). Aici turiștii pot afla că activistul anti-sclavie francez Édouard René de Laboulaye este cel care l-a îndemnat pe Frédéric Auguste Bartholdi să ridice o statuie pentru a celebra emanciparea sclavilor din Statele Unite ale Americii. Ca urmare, Bartholdi a călătorit în SUA pentru a se inspira în vederea realizării acestui proiect monumental. În primele schițe, personajul reprezentat ca o zeiță romană purta pe mâna stângă cătușe zdrobite, în locul tabletei.
Tot în muzeu este expusă și torța originală (1,633 kg) din cupru și aur, care fusese avariată în timpul celui de-al Doilea Război Mondial printr-o explozie organizată de spioni germani. În prezent, pe statuie se află o replică aurită a celei originale, montate în 1985.

## În cultură (literatură)
Statele Unite Bananiere (publicată în 2011) este o lucrare de ficțiune postocolonialistă a poetei portoricane Giannina Braschi. Personajele literare istorice Hamlet și Zarathustra se alăture alter-ego-ului autoarei, Giannina, în încercarea de eliberare a prizonierului portorican Segismundo din temnița Statuia Libertății, unde fusese ținut de tatăl său, Statele Unite Bananiere, de mai bine de 100 de ani pentru crima de a se fi născut.